# 受身 (格闘技)
受身（うけみ）は、格闘技において投げられ、地面に激突する際に身体的ダメージを軽減するための防御の姿勢・動作である。

## 概要
受身は柔道、合気道、柔術、ブラジリアン柔術、レスリング、相撲などの武道、武術、格闘技において投げられ、地面に激突する際に、身体的ダメージを軽減するための防御の姿勢、または動作のことである。頭部などの重要器官を護ることを主眼とし、かつ身体の他の部位にも損傷を被らぬよう、柔らかく衝撃を逃がす動きになっている。
柔道、レスリング等の組み技系格闘技では受身は必須項目である。また、柔道の受身は高所から落馬するケースが多い馬術においてもアレンジされて採用されている。
基本的な技術である反面、俗に受身三年と呼ばれるほど受け身の上達は難しいとされる。
各格闘技や武道により使われる技も異なるため、その防御技術である受身も細部は異なる。

## 方法
受身は転がる方向や流派により様々な種類がある。背や首を丸め頭を打たないようにすること、背中を一度につかないようすること、体幹部より先に腕や足をつき体幹部にくる衝撃を減らすことなどが共通している。武道、武術の流派または格闘技の種類によって、同じような受身でも、その名称や詳細は異なる。

### 各流派と各種受身
以下には各武道や格闘技で見られる代表的な受身の方法を挙げる。
柔道
後ろ受身（後方受身）
仰向け（後方へ）の転倒に際して、後頭部を強打しないよう背を丸め首を起こし、背中が着地する瞬間もしくは一瞬前に地面を手で叩き、足を中空に強く蹴り反発力で上半身を引き起こすようにして衝撃を緩和する。
横受身（側方受身）
横向き（側方へ）に転倒する時、頭部を打たないように首を起こし、地面を手で叩きつつ体の側面から倒れる。柔道でよく見られる。
前受身（前方受身）
前方へうつ伏せに転倒する際、両もしくは片方の前腕部から掌を同時に地面に当て、衝撃を緩和する。
前回り受身（前方回転受身）
前方へうつ伏せに転倒する時、頭を保護するために顎を引いて体を丸め、前に一回転することで衝撃を緩和する。
空転受身（前方飛躍受身、飛び受身）
前回り受身をジャンプしながら行う。
サンボ
基本的には、柔道と同じである。前回り受身において、柔道と異なり、羽打ちしない方の手は真上へ伸ばし、目線はその指先（すなわち真上）を見て、さらに足は下になる足のひざを曲げ、上になる足が下の足にクロスするようにする。
合気道
後ろ回り受身（後方回転受身）
後方へ転倒する際、体を丸め、後ろ受身をした後、そのまま後方へ回転する。その回転の際は、頭を打たないよう、首を左右どちらかにやや傾け、肩と頭の間で回転する。
柔道の受身とやや異なる。柔道の前回り受身が、前の手をやや手前に引き、転がる際もその手にあまり体重がかかるタイミングがないようにするのに対し、合気道では大きめに真正面に出し、転がる際その手で体重を支えるタイミングがある。また、羽打ちを基本的に行わず、勢いでそのまま前に起き上がることを重視する。さらに、足においては、サンボ同様にクロスし、立ち上がった際は足が一直線になるような位置におく。これらの違いは、主に前回り受身をする技の違いから発生している。合気道では、正面に対し、一直線上に足を置くため、“真後ろ”が両足のある延長線上となる。そのため後ろ受身は、柔道の横受身に近い。合気道の流派によっては、後ろ受身の際、前の足を一歩下げ、足の甲側を付き、そのまま体重を支えしゃがみこむことで衝撃を緩和する。

## プロレス
プロレスにおける受身はバンプ（英:bump）と呼ばれ、上記の意義のほかに、「魅せる格闘技・スポーツ」として成立させるために以下の役割がある。
技をより華やかにみせる
派手な技の使い手といえども、相手の受身が拙くては、技を綺麗に繰り出すことはできない。受身はプロレスの基本の一つともいえる。受身が不足すると、技の迫力が伝わらない。しかし、受身が過剰であると、かえって技が嘘臭く見えてしまう。そのため、プロレスの受身は単純なようで非常に奥が深い。
投げ技などに対して、投げられる選手は相手の投げ上げの動作を補助し、技を演出する。具体的には、投げる動作にあわせて体を投げの流れに乗せる。リフトアップが必要な技では、(観客に気付かれぬよう)跳び上がる。…などの受身をとる。
打撃技に対しては、正面から打撃をあえて受け、打撃と同時に打撃された箇所を後方に退く。打撃にあわせてダウンする。…などの受身が存在する。特に、ラリアットに対してその場で一回転してみせるバンプは芸術の域まで高められ、1990年代以降定番となっている。
試合展開を構築する
技を受けたあとどのような体勢にもっていくかは、試合展開にかかわる重要事項である。
たとえばダウン状態となる技を受けた際、仰向けとうつ伏せのどちらの状態で倒れるか、リング外へ逃れるか、リング中央へ寄るかは、次の展開に関係する。ダウンさせられたときに、のたうちまわることで仰向けとうつ伏せの状態をうまく組み立てる必要がある。
また、コーナーやロープに投げられた際、それらを回避して逃げるか、ぶつかって止まるか、反動で戻ってくるかなども、試合展開に大きく影響するため、重要である。
ダメージを演出する
ダメージを受けた際、攻撃された箇所をかばうようにのけぞるなどして喘いだり、ダメージの累積でダウンしたりすることも、プロレスの受身に重要な要素である。また、実際に深刻なダメージを受けてしまった場合にも、観客の前で派手に苦しんで見せることで対戦相手は優勢をアピールする行動を取ることが出来る。それは試合の展開を一旦止め、試合に復帰するために自分が回復する時間を作れることも意味している。
以上のようにプロレスの受身には「ショー的要素」が大いに存在するが、他の格闘技と同様に主目的はあくまでも「技をかけられた側の安全を確保すること」である。たとえば、投げたあと首から落とされる可能性のある技（バックドロップなど）を普通に受けると死の危険すらあるが、派手なバンプであえて背中から落ちて、首への衝撃を緩和している。むしろ、ショー的要素が強いがゆえに、逆に危険な投げ技を日常的に受け続ける結果となるため、極めて高いレベルの受身習得は必須となっている。